# احمد عبدالله الاحمد الصباح
احمد آل عبدالله آل احمد الصباح (عربی: أحمد العبد الله الأحمد الصباح؛ زادهٔ ۵ سپتامبر ۱۹۵۲) اقتصاددان، سیاستمدار کویتی و از اعضای ارشد خاندان حاکم، الصباح و فرزند پنجم احمد جابر الصباح است. او بین سال‌های ۲۰۰۹ تا ۲۰۱۱ وزیر نفت بود. در ۱۵ آوریل ۲۰۲۴ به عنوان نخست‌وزیر منصوب شد و نخست‌وزیری او دقیقاً یک ماه بعد در ۱۵ مه ۲۰۲۴ آغاز شد.

## دوران اولیه زندگی و تحصیل
صباح در ۵ سپتامبر ۱۹۵۲ به‌دنیا آمد. او در سال ۱۹۷۵ مدرک لیسانس مالی را از دانشگاه ایلینویز دریافت کرد.

## حرفه
صباح از سال ۱۹۷۸ تا ۱۹۸۷ در بانک مرکزی کویت کار می کرد.
سپس از سال ۱۹۸۷ تا ۱۹۹۹ در مؤسسات مالی خصوصی مشغول به کار شد. در این دوره او رئیس بانک بورغان بود. وی از سال ۱۹۹۹ تا ۲۰۰۱ وزیر دارایی بود. او در سال ۱۹۹۹ به عنوان وزیر ارتباطات منصوب شد. او در مارس ۲۰۰۷ به عنوان وزیر بهداشت معرفی شد، اما در مجلس شورای ملی به او رای عدم اعتماد داده شد که منجر به استعفای دولت در ۴ مارس شد.
در فوریه ۲۰۰۹ صباح به عنوان وزیر نفت منصوب شد و پنجمین وزیر نفت از سال ۲۰۰۶ بود. او جایگزین محمد العلیم به عنوان وزیر نفت شد که در نوامبر ۲۰۰۸ از سمت خود استعفا داد. محمد صباح الصباح بین نوامبر ۲۰۰۸ و فوریه ۲۰۰۹ به عنوان سرپرست وزیر نفت خدمت کرد. دوران تصدی احمد الصباح به عنوان وزیر نفت در ماه مه ۲۰۱۱ با جایگزینی محمد البصیری در سمتی که به آن اشاره کردیم به پایان رسید.
صباح در سال ۲۰۲۱ به ریاست دربار ولیعهد منصوب شد. در ۱۵ آوریل ۲۰۲۴ به عنوان نخست وزیر منصوب شد و پس از تشکیل کابینه و ادای سوگند در مقابل امیر کویت در ۱۵ مه، جانشین محمد صباح السالم الصباح در این سمت شد.

## زندگی شخصی
صباح ازدواج کرده است و ۳ فرزند دارد.